# Sigrid ten Napel
Sigrid ten Napel (Lekkerkerk, 19 februari 1993) is een Nederlands actrice.

## Carrière

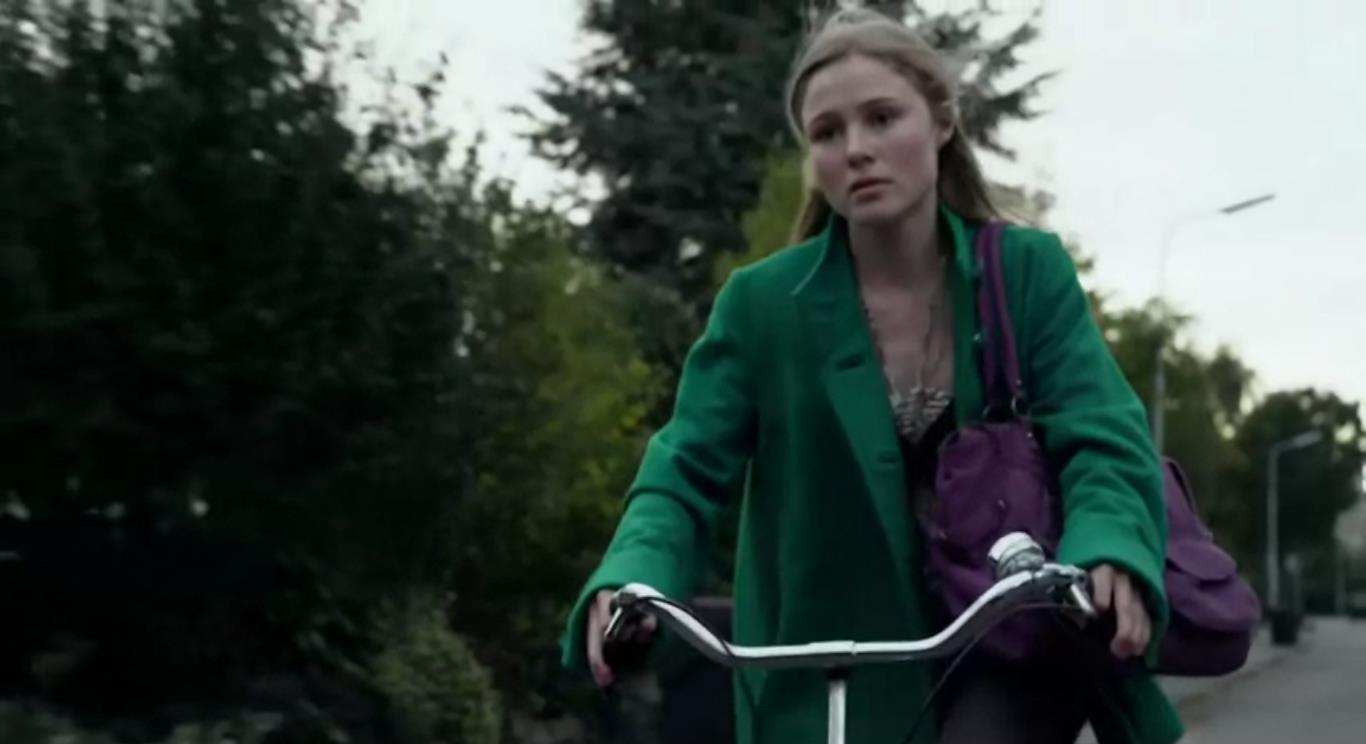
Ten Napel (2013)

Na het Erasmiaans Gymnasium in Rotterdam startte ze in 2011 haar acteeropleiding aan de Toneelacademie Maastricht; in 2015 is zij daar afgestudeerd. Ten Napel maakte haar debuut met haar rol in Atlantis. Hierna speelde ze in de One Night Stand Maite was hier van Boudewijn Koole. Zij was onder meer te zien in de succesvolle televisieserie Penoza (KRO), waarin Ten Napel de rol van Nathalie van Walraven vertolkte. In de televisieserie Overspel (VARA) speelde zij Marit, de kleindochter van vastgoedondernemer Huub Couwenberg (Kees Prins). Overspel won op het Nederlands Film Festival 2012 het Gouden Kalf in de categorie televisiedrama.
Voor haar rol in Overspel en Lijn 32 werd zij genomineerd voor de Gouden Notekraker in de categorie 'Televisie'. Tijdens het Nederlands Film Festival in 2012 werd zij gepresenteerd als een van de jonge acteurs en actrices die gezien worden als belofte voor de toekomst.
In de One Night Stand VAST van regisseur Rolf van Eijk, met Tygo Gernandt, speelde Ten Napel de hoofdrol van tiener Isabel, die in een gesloten inrichting verblijft. Deze film heeft op het Nederlands Film Festival 2011 het Gouden Kalf gewonnen in de categorie televisiedrama en verder ook op internationale festivals een aantal prijzen binnen gehaald.
In haar derde jaar van de Toneelacademie speelde ze in de voorstelling Scènes uit een huwelijk onder regie van Ivo van Hove bij Toneelgroep Amsterdam.
Op het Nederlands Film Festival 2014 ging de speelfilm Zomer in première. Deze film geregisseerd door Colette Bothof vertelt het verhaal van de 16-jarige Anne (Ten Napel), die zich een buitenbeentje voelt tot het moment dat Lena op haar motor het dorp in komt rijden. In de warme zomer ontvouwt zich een prille liefde tussen de twee meisjes tegen de achtergrond van het Brabantse landschap. Voor deze rol werd Ten Napel op 21-jarige leeftijd genomineerd voor het Gouden Kalf in de categorie 'Beste vrouwelijke hoofdrol'.
In de zomer van 2014 speelde Ten Napel de rol van Laura in de debuutspeelfilm Prins van regisseur Sam de Jong. Deze ging in 2015 in wereldpremière als de openingsfilm van The Generation Competion op de Berlinale in Berlijn. Voor deze rol kreeg Ten Napel in 2015 een Gouden Kalf nominatie voor "Beste vrouwelijke bijrol".
In de internationale speelfilm The Paradise Suite van Joost van Ginkel speelde ze de rol van au pair Antoinette, met aan haar zijde acteurs als Issaka Sawadogo en Magnus Krepper.
Ten Napel nam in januari 2017 deel aan een aflevering van De gevaarlijkste wegen van de wereld. Ook was ze die maand te zien als kandidaat in Wie is de Mol?. Ze viel in de vierde aflevering af.
In 2017 werd Ten Napel lid van de filmjury voor ShortCutz Amsterdam.

## Filmografie

### Film
- 2009 Atlantis – Elise
- 2009 Juli – zus Joshua
- 2009 Maite was hier – Pien
- 2011 Vast – Isabel
- 2012 Alleen maar nette mensen – Naomi
- 2014 7 A.M. – Kay
- 2014 Our Sun – Antoinette
- 2014 Prins – Laura
- 2014 Zomer – Anne
- 2015 Een goed leven met een gelukkig einde – Floor
- 2015 The Paradise Suite – Antoinette
- 2016 Brasserie Valentijn – Sarah
- 2016 On Being a Scientist – dochter van Nicholas Ponter
- 2016 Planet Beauty – Bonnie
- 2016 De prinses op de erwt: Een modern sprookje – Julia
- 2016 Riphagen – Lena
- 2019 Penoza: The Final Chapter – Natalie van Walraven
- 2022 Ik wist het – Mia

### Televisie
- 13 in de oorlog – Els Mulder (episodes 5 & 7, 2009)
- Penoza – Natalie van Walraven (2010–2017)[4]
- Overspel – Marit Steenhouwer (32 episodes, 2011–2015)[5]
- Rembrandt en ik – Cornelia (1 episode, 2011)
- Lijn 32 – Tamara Schoots (8 episodes, 2012)
- Wie is de Mol? – kandidaat (2017)
- De gevaarlijkste wegen van de wereld - deelnemer (2017)

### Videoclips
- 2013 Nielson & Miss Montreal – Hoe
- 2014 Yellow Claw, Diplo & LNY TNZ – Techno (ft. Waka Flocka Flame)
- 2017 Lil' Kleine – Alleen